# Farbmittel

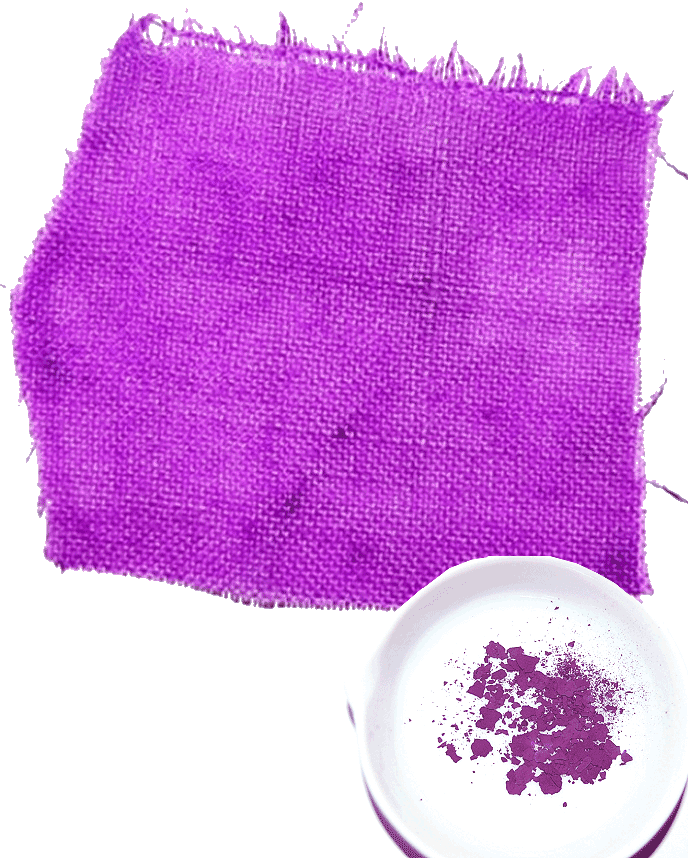
Das Farbmittel Purpur (Dibromindigo) und seine Ausfärbung auf einem Stoffstück

Das Chromatizitätsdiagramm nach CIE

Farbmittel ist der Oberbegriff für alle farbgebenden Substanzen. Nach ihrer chemischen Zusammensetzung werden anorganische und organische Farbmittel unterschieden.
In beiden Gruppen kann weiter unterschieden werden
- nach der Löslichkeit: in Pigmente und Farbstoffe,
- nach der Herkunft: in natürliche und synthetische Farbmittel,
- nach der Farbe: in weiße, bunte, schwarze, Effekt- und Leuchtfarbmittel und
- nach chemischen Gesichtspunkten beispielsweise in Elemente, Oxide, Sulfide, Chromate, polyzyklische, ionische und nichtionische Farbmittel.[3]

## Einteilung nach Löslichkeit
Anorganische Farbmittel sind fast durchweg unlöslich und als Pigmente klassifiziert. Organische Farbmittel gibt es in unlöslicher (Pigmente) und löslicher Form (Farbstoffe), wobei der Unterscheidung das jeweilige Anwendungsmedium zugrunde liegt. Einige Substanzen können je nach Medium oder chemischer Gruppe als Pigment oder als Farbstoff vorliegen. So ist echter Indigo zur Färbung von Jeans am „gefärbten Produkt“ ein Pigment, da es in der Baumwollfaser unlöslich ist und die oberflächliche Auflage zur geringen Reibechtheit führt. Um mit Indigo zu färben, wird es verküpt. Bei der Verküpung wird der Indigo zur löslichen „Leukoform“ reduziert und ist in diesem Zustand in Wasser löslich, mithin ein Farbstoff.

### Pigmente
Pigmente sind im Anwendungsmedium unlöslich und werden vorzugsweise für Dispersionsfarben, Lacke, Kunststoffe, Druckfarben und Künstlerfarben genutzt. Anorganische Weißpigmente, wie heute vorzugsweise Titandioxid werden als Füllstoff bei der Papierherstellung verwendet. Bevorzugt sind hochechte Pigmente um das Auswandern, die Migration, zu verhindern. Nicht alle Pigmente sind in jedem gefärbten System vollkommen migrationsstabil. Durch das Vorhandensein als Partikel besitzen Pigmente üblicherweise ein höheres Echtheitsniveau als Farbstoffe.

### Farbstoffe
Farbstoffe sind im Anwendungsmedium, d. h. in Wasser oder organischen Lösungsmitteln, löslich. Der Einsatz der genutzten Lösungsmittel wird von der Anwendung und den Substraten bestimmt. Typische Anwendungen sind die Färbung von Textilien oder Textilfasern, als farbgebende Stoffe in Schreibgeräte- und Inkjet-Tinten verwendet oder zum einfacheren Einfärben von Papier und Kunststoffen.

## Einteilung nach Herkunft
Farbmittel werden nach der Herkunft oder der Art ihrer Herstellung unterteilt.
- Synthetische Farbmittel werden mit Methoden der Chemie hergestellt, für kommerzielle Mengen industriell.
- Natürliche Farbmittel werden unmittelbar aus Pflanzen, Tierteilen, aus Erden oder Gestein gewonnen. Dazu gehören die anorganischen Weißmineralien, bunte Erdpigmente, natürliche Mineralpigmente und die färbenden organischen Substanzen wie Safran, Indigo oder der echte Purpur.

## Spezialfarbmittel
Spezialfarbmittel sind Farbmittel mit besonderen physikalischen Eigenschaften, die ihren Farbton unter dem Einfluss von physikalischen und chemischen Größen ändern.
- Temperaturabhängig: Farbmittel mit Thermochromie
- UV-Licht: Fluoreszenzfarben
- durch Lichteinfluss reagierende Farbstoffe: photochrome Farbstoffe
- Indikatorfarben: werden durch Säure-Base-Reaktionen oder Redox-Vorgänge beeinflusst und helfen chemische Stoffklassen zu identifizieren
- Druckempfindliche Farbmittel
- Färbende Zusätze in der Pyrotechnik beruhen zumeist auf den Spektrallinien der Elemente, siehe Leuchtsatz

## Geschichte der Farbmittel
Farbe ist eine auffällige Stoffeigenschaft. Bereits dem Steinzeitmenschen war diese visuelle Qualität bekannt, die alle Primaten wahrnehmen können. Beleg für eine aktive Wahrnehmung sind die steinzeitlichen Höhlenzeichnungen, in denen Menschen die „gesehene“ Farbe der Natur in eigener Schöpfung mit andersartigen Farbstoffen reproduziert haben.
Handwerkliche Tätigkeit erfordert die Nachbildung von Farbvorlagen, religiöse Ansichten zur Natur führten zu philosophischen Betrachtungen über diese Stoffeigenschaft und Lichterscheinungen. Erste Anmerkungen dieser Art finden sich im klassischen China, im alten Vorderasien und besonders dann in der Antike. Das glänzende Gelb des Materials Gold, der Substanz der Götter, der Abglanz der Sonne führten zum Wunsch dies nachzugestalten. Versuche der Metallhandwerker und philosophische Ansätze zur Stoffwandlung auf Basis der Theorien der Elemente förderten den Wunsch teure Pigmente anders und billiger in gleicher „Farbe“ herzustellen. Insbesondere das „schöne“, aber teure Gold gemäß seiner „sehbaren“ Eigenschaft – der Farbe – „nachzubauen“, wurde zur Grundlage und Triebkraft der Alchemie, der hermetischen Kunst.
Theorien und Lehren zur Farbe entwickelten sich wie jede Art von Wissenschaft im Widerstreit. Für Demokrit waren rote Teilchen spitz und die grünen rund.
Im deutschen Sprachraum wirkten am stärksten die Untersuchungen und Ansichten von Johann Wolfgang von Goethe, unterstützt durch Philipp Otto Runge in seiner Gegenansicht zu Isaac Newton. Zu nennen sind Hermann von Helmholtz, Ewald Hering, Wilhelm Ostwald und auch Johannes Itten oder Harald Küppers. Bei allen Aufgeführten ist der pädagogische Aspekt des „Ratgebens zur Farbanwendung“ vorhanden.
Grundlage für Farben, im Sinne von Farbstoff, zur Farbgestaltung waren anfangs die Naturstoffe. Ultramarinblau wurde aus sehr teurem (da seltenem) Lapislazuli-Pulver gewonnen. Der Blaufärbung von Stoffen diente die Küpe mit Indigo. Purpur aus dem Sekret der Purpurschnecke war der Farbstoff für Kaiser und Könige. Rot stammte aus der Cochenille-Schildlaus. Für Braun-, Gelb- und Rottöne wurden Erden eingesetzt. Stellvertretend sind Umbra und die Terra di Siena (Sienaerde) aus Italien zu nennen. Weiß wurde als Bleiweiß aus Blei gewonnen. Für Schwarz eignete sich Ruß als Pigment, für die schwierige Schwarzfärbung von Stoffen gab es ein besonderes Handwerk: die Zunft der Schwarzfärber. Gold hatte in der byzantinischen und westlichen mittelalterlichen Malerei eine metaphysische Bedeutung.
Im 19. Jahrhundert wurde die Farbpalette durch neue anorganische Farbstoffe und Pigmente erweitert. Berliner oder Preußisch Blau, Rinmans Grün, Schweinfurter Grün. Durch Imitation seltener natürlicher Farbstoffe in großen Mengen, durch industrielle Verfahren oder neu geschaffene Innovationen wurden die Färbemöglichkeiten erweitert.
Durch die organischen Anilin-Farben (Teerfarben) wurde die Anzahl der verfügbaren Färbemittel erheblich erweitert. Die natürlichen Pigmente und Farbstoffe konnten durch synthetische Farben für den wachsenden Bedarf in Kunst und Wirtschaft ersetzt werden. Die alten Namen mit regionalen Bezügen blieben teilweise noch erhalten. Neapel-Gelb, Venezianer-Rot, Veroneser Grün sind Beispiele dafür.
Im 20. Jahrhundert wurden durch Farbfotografie und Farbdruck die Möglichkeiten der Wiedergabe von Naturvorlagen über das „Farbvolumen“ von Gemälden oder künstlerischen Grafiken (Handkoloration) hinaus erweitert. So wurde seither nach den Gesetzen der farbexakten Wiedergabe geforscht. Die Entwicklung im Farbfernsehen und Digitalfotografie erlaubten wiederum verbesserte Farbwiedergaben der Naturfarben, aber die Sehgewohnheiten änderten sich ebenfalls und erforderten bessere Farbnachstellungen. Probleme bei der Umsetzung der Farben einer Vorlage vom Scanner zum Großformat für Reklamezwecke werden durch „Farbtraining“ in der Breite der Bevölkerung neu wahrgenommen.